# 警察讲习所
警察讲习所，是一所位于日本东京的警察培训机构，日本警察大学校的前身。最早成立于1885年。第二次世界大战日本战败后，该学校被改组为日本中央警察学校。

## 知名校友
- 李士珍[2]
- 鷲巢敦哉[3]